# 마커스 강
마커스 강(1992년 5월 5일 ~ )은 대한민국의 가수 겸 요리사이자 방송인이다. 내일은 미스터트롯 2의 참가자이다.

## 방송

### TV
- KBS 1TV 가요무대
- TV조선 내일은 미스터트롯 2 - Top25 (22위)
- TV조선 미스터로또 - 게스트
- JTBC 쌀롱하우스
- TV조선 스타다큐 마이웨이
- TV조선 기적의 습관
- 트랄랄라 유랑단 - 게스트

### 라디오
- 트로트팡팡
- 손태진의 트로트 라디오

## 음반
- 밀어밀어
- 지나야
- 2024.05.30 국민사위 (디지털 싱글)
- 2025.03.01 연주해줘 (디지털 싱글)

## 여담
- 손흥민을 매우 닮았다. 또 데니안과 장동민하고도 약간 닮았다.